# Atletismo nos Jogos Olímpicos de Verão de 1912
Nos Jogos Olímpicos de Verão de 1912, 30 eventos do atletismo foram realizados, todos masculinos.
Quatro eventos a mais foram disputados em relação com os Jogos anteriores em Londres. As provas de 5000 e 10000 metros foram introduzidas nos Jogos e as 5 milhas retirada. Os 400 metros com barreiras também saíram do programa, sendo a única vez em que isso ocorreu na história olímpica desde a introdução da prova em 1900. O 4x100 e 4x400 metros substituiu a prova de revezamento antiga e as três milhas por equipe teve sua distância encurtada para 3000 metros. O decatlo, que havia sido introduzido em 1904 e ficado de fora em 1908, também voltou ao programa do atletismo. As corridas de obstáculos foram retiradas e a marcha atlética limitou-se a uma prova de 10 quilômetros. Outra modalidade introduzida foi o pentatlo (diferente do pentatlo moderno, modalidade seperada do atletismo que também estreou nos Jogos de 1912). As provas experimentiais do disco grego e dardo livre foram substituídas por provas de lançamento com duas mãos, como o lançamento de peso, disco e dardo. Provas de cross-country, individual e por equipe, foram incluídas pela primeira vez.

## Medalhistas

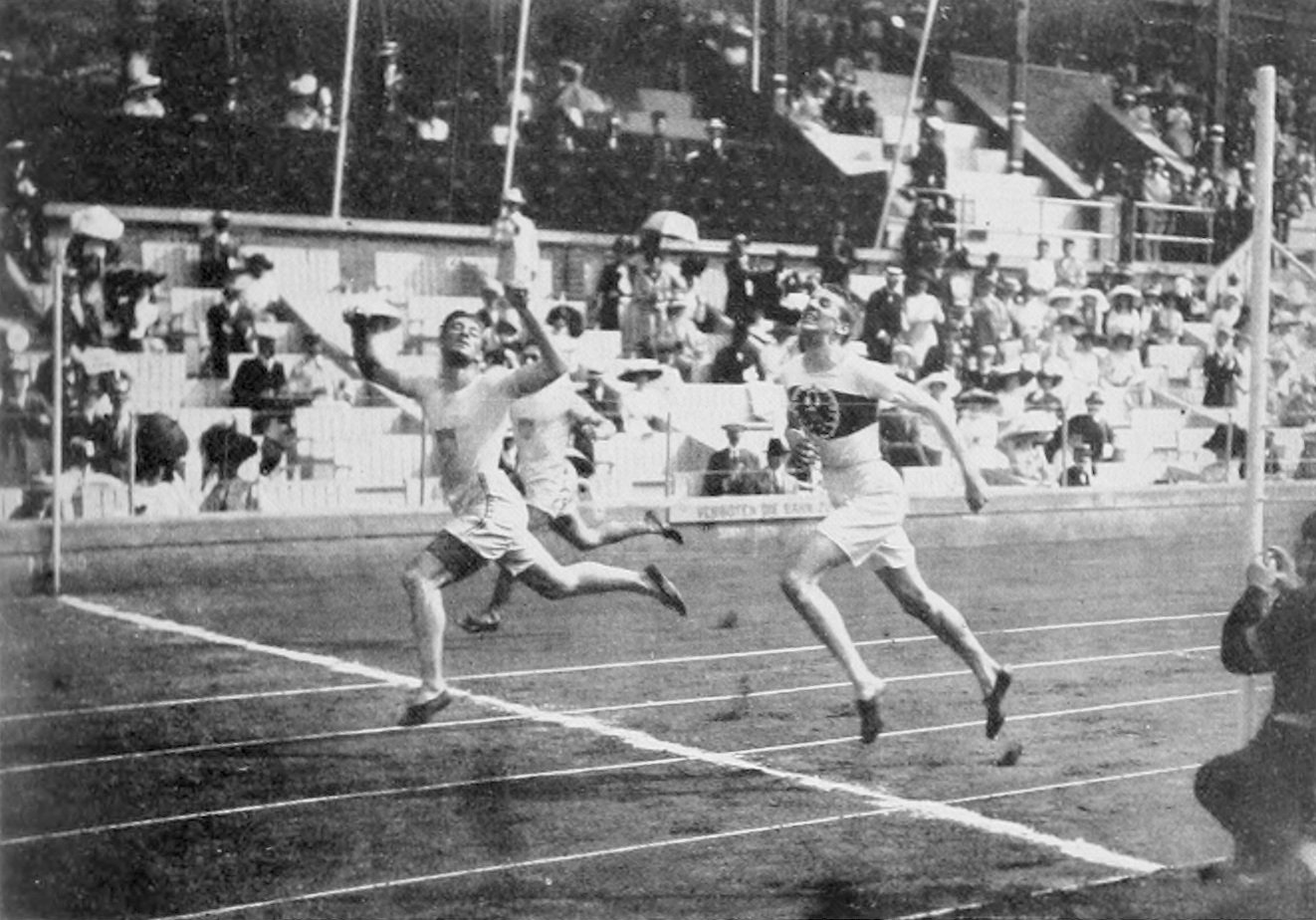
Final dos 400 metros.

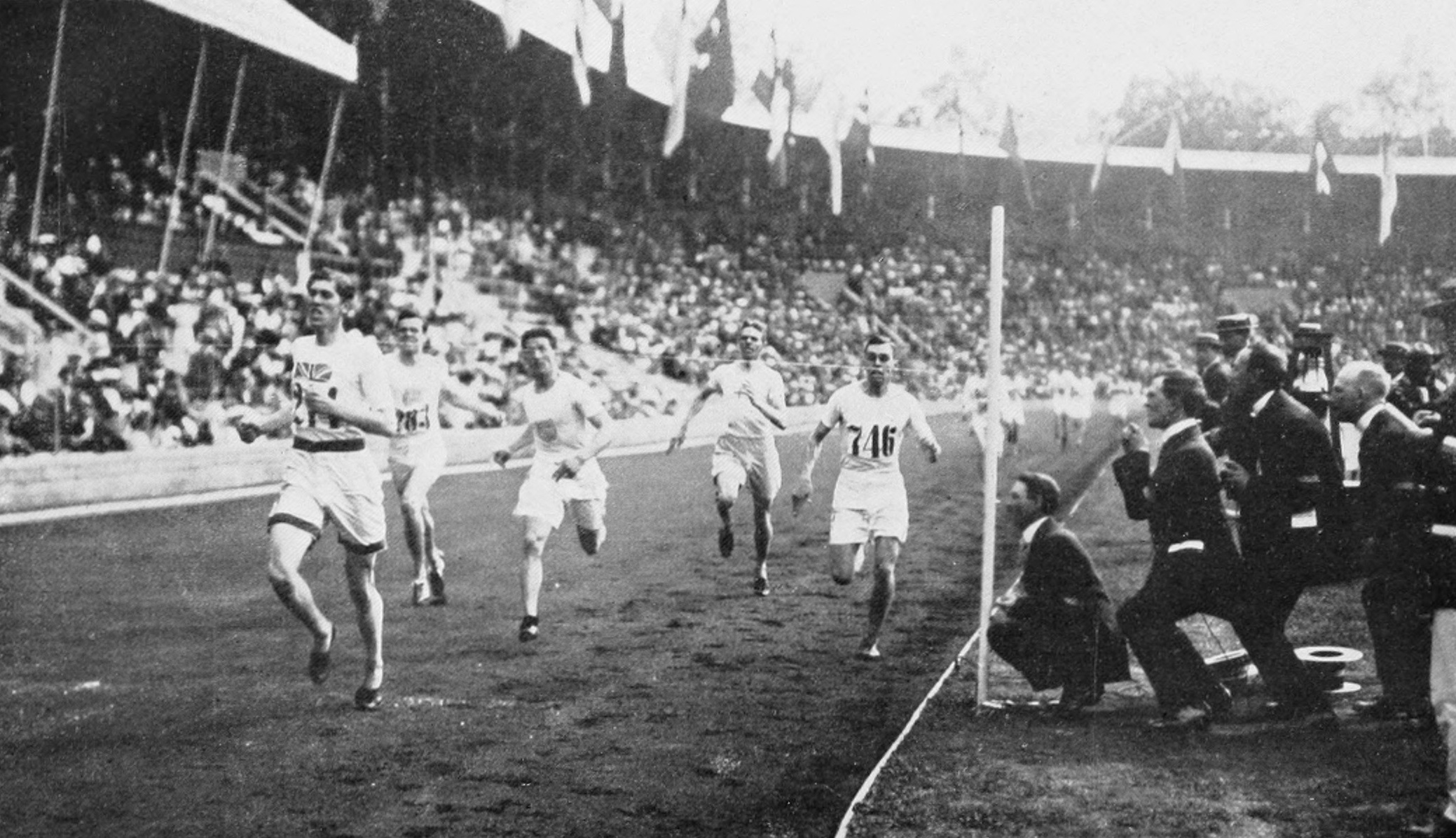
Final dos 1500 metros.

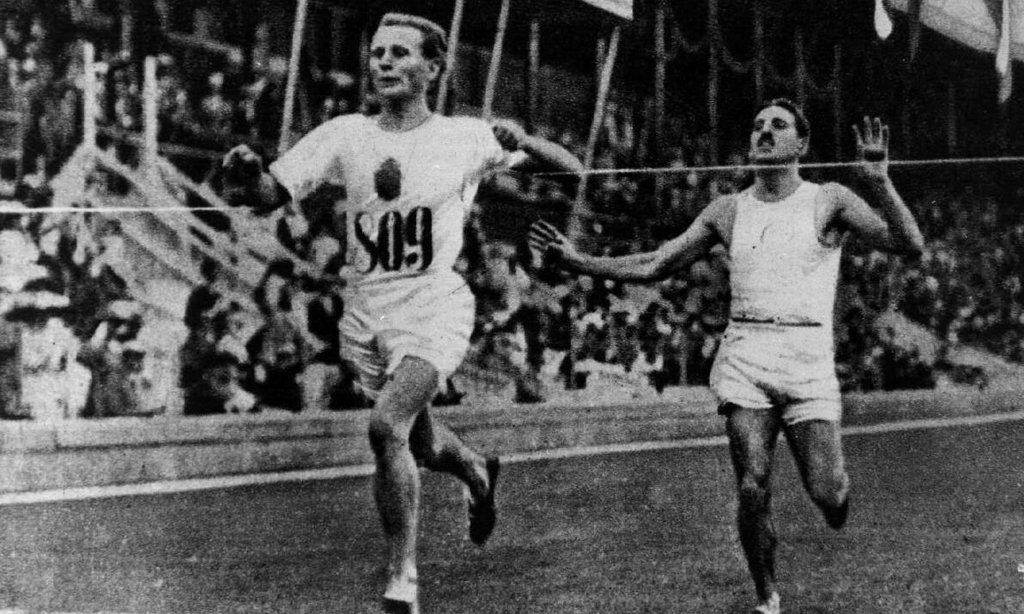
Chegada dos 5000 metros: Hannes Kolehmainen, seguido de Jean Bouin.

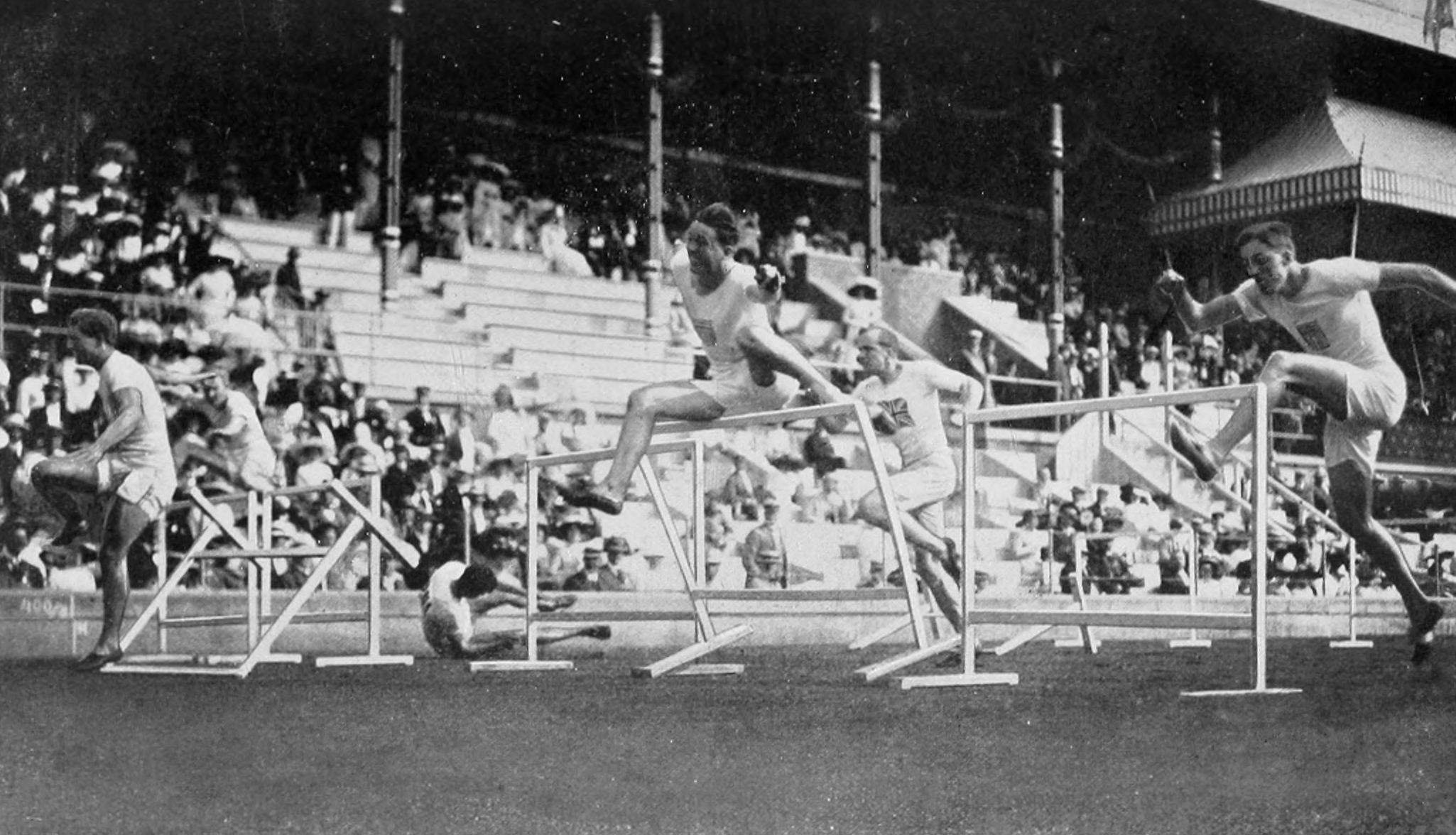
Final dos dos 110m com barreiras.

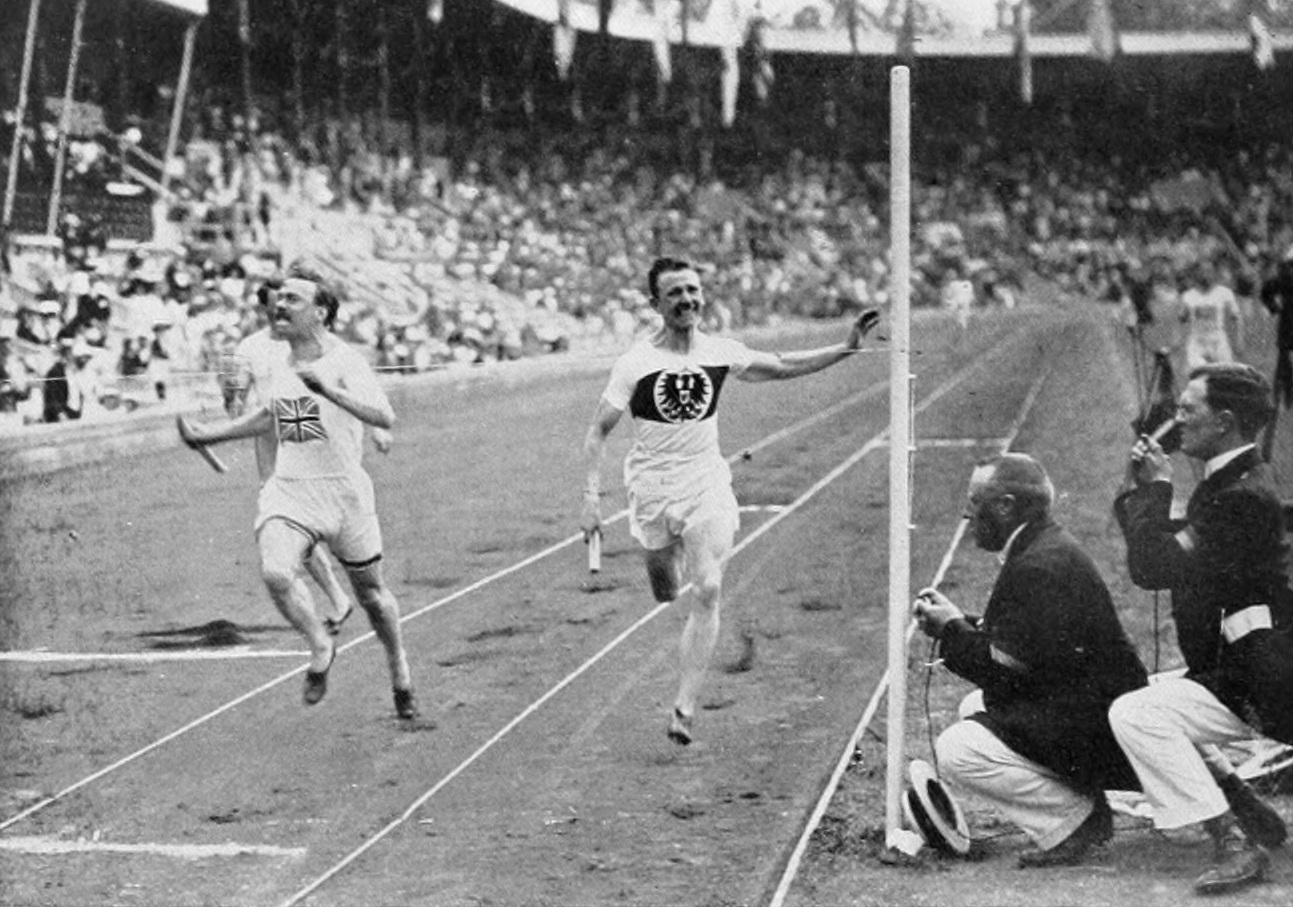
Final do revezamento 4x100 metros.

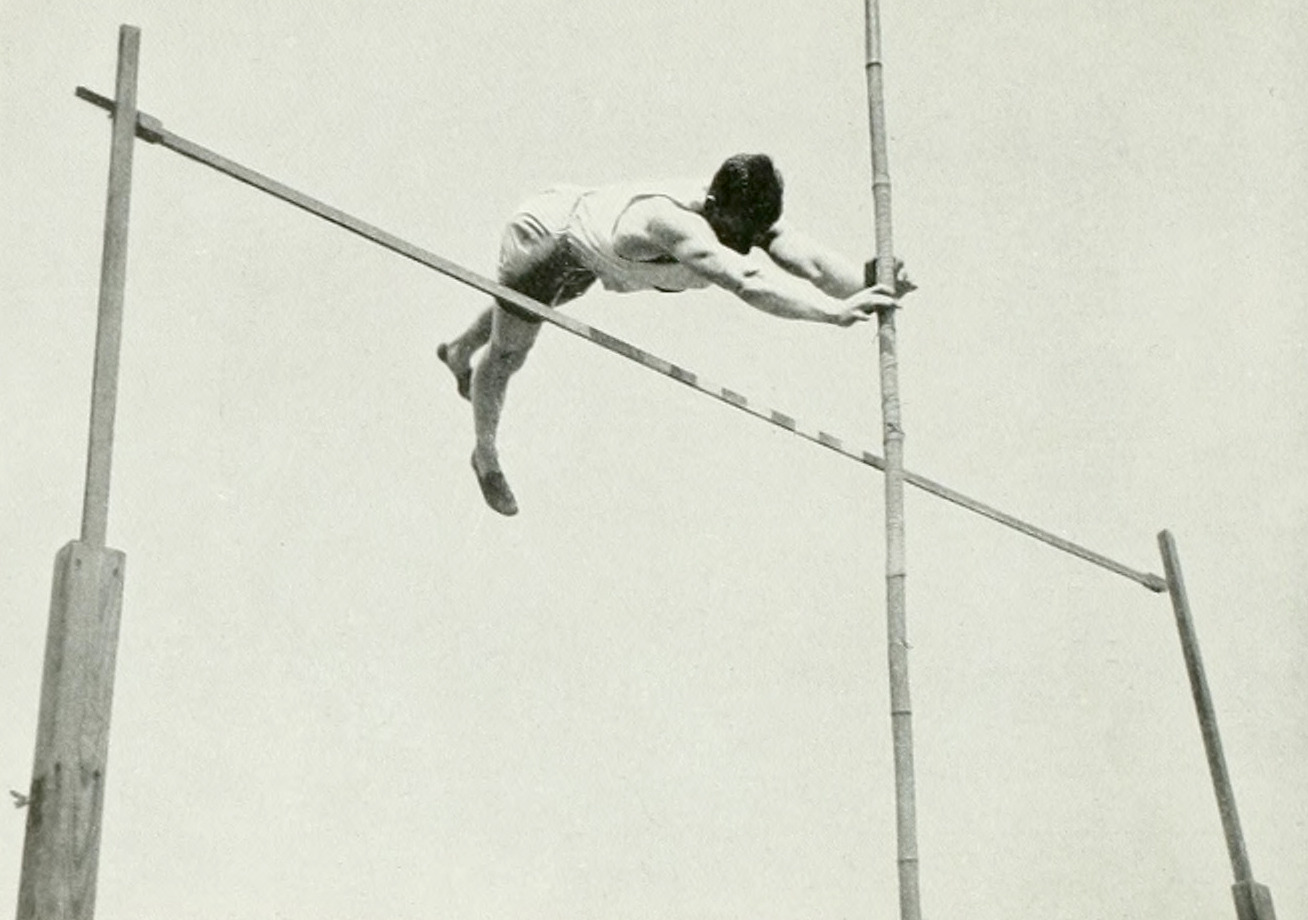
Bertil Uggla após executar um salto com vara.

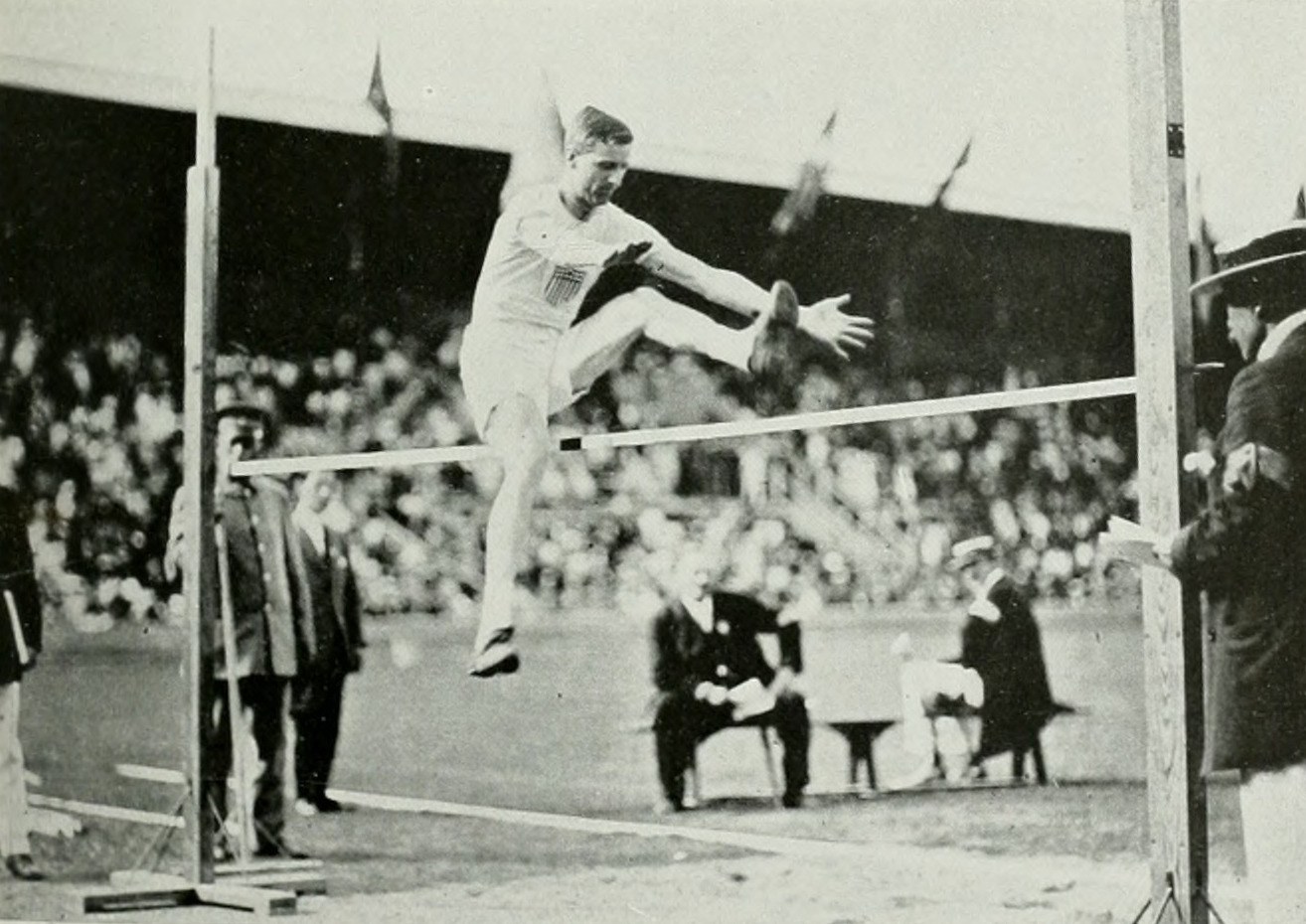
Platt Adams competindo no salto em altura sem impulsão.

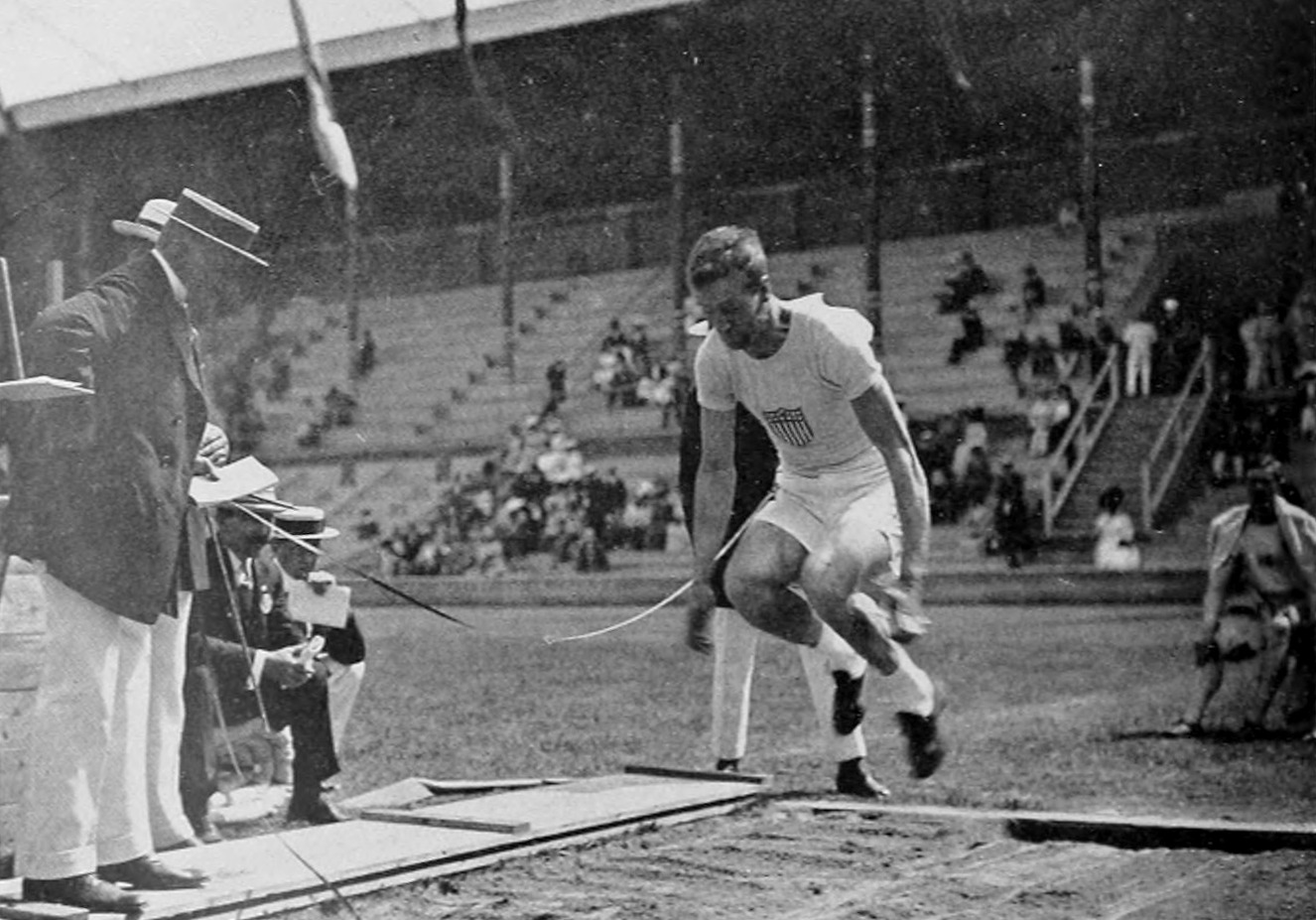
Benjamin Adams competindo no salto em distância sem impulsão.

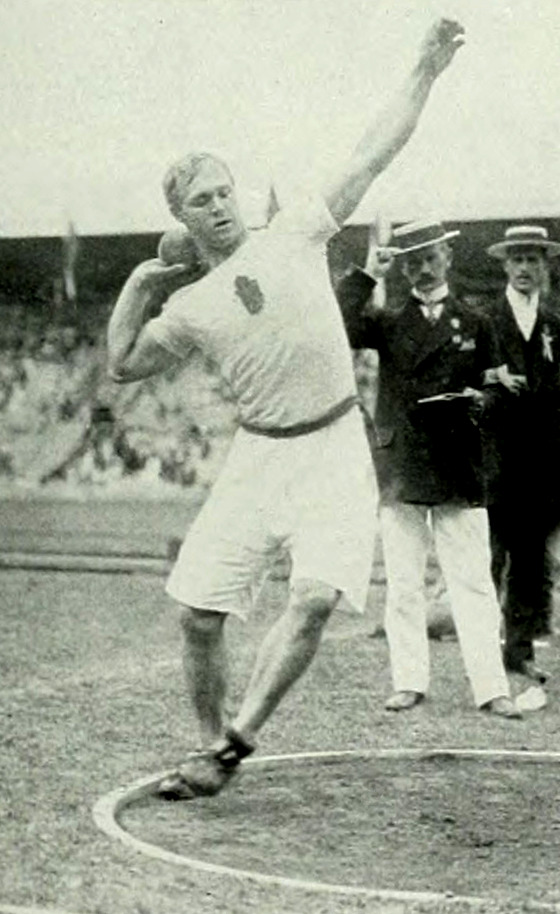
Elmer Niklander durante a disputa do arremesso de peso.

Masculino
| Evento                                     | Ouro                                                                             | Prata                                                                       | Bronze                                                                                 |
| ------------------------------------------ | -------------------------------------------------------------------------------- | --------------------------------------------------------------------------- | -------------------------------------------------------------------------------------- |
| 100 metros detalhes                        | Ralph Craig USA Estados Unidos                                                   | Alvah Meyer USA Estados Unidos                                              | Don Lippincott USA Estados Unidos                                                      |
| 200 metros detalhes                        | Ralph Craig USA Estados Unidos                                                   | Don Lippincott USA Estados Unidos                                           | William Applegarth GBR Grã-Bretanha                                                    |
| 400 metros detalhes                        | Charles Reidpath USA Estados Unidos                                              | Hanns Braun GER Alemanha                                                    | Edward Lindberg USA Estados Unidos                                                     |
| 800 metros detalhes                        | Ted Meredith USA Estados Unidos                                                  | Melvin Sheppard USA Estados Unidos                                          | Ira Davenport USA Estados Unidos                                                       |
| 1500 metros detalhes                       | Arnold Jackson GBR Grã-Bretanha                                                  | Abel Kiviat USA Estados Unidos                                              | Norman Taber USA Estados Unidos                                                        |
| 3000 metros por equipe detalhes            | Tell Berna George Bonhag Norman Taber Abel Kiviat Louis Scott USA Estados Unidos | Bror Fock Nils Frykberg Thorild Olsson Ernst Wide John Zander SWE Suécia    | William Cottrill George Hutson William Moore Edward Owen Cyril Porter GBR Grã-Bretanha |
| 5000 metros detalhes                       | Hannes Kolehmainen FIN Finlândia                                                 | Jean Bouin FRA França                                                       | George Hutson GBR Grã-Bretanha                                                         |
| 10000 metros detalhes                      | Hannes Kolehmainen FIN Finlândia                                                 | Lewis Tewanima USA Estados Unidos                                           | Albin Stenroos FIN Finlândia                                                           |
| 110 m com barreiras detalhes               | Frederick Kelly USA Estados Unidos                                               | James Wendell USA Estados Unidos                                            | Martin Hawkins USA Estados Unidos                                                      |
| Cross-country individual detalhes          | Hannes Kolehmainen FIN Finlândia                                                 | Hjalmar Andersson SWE Suécia                                                | John Eke SWE Suécia                                                                    |
| Cross-country por equipe detalhes          | Hjalmar Andersson John Eke Josef Ternström SWE Suécia                            | Jalmari Eskola Hannes Kolehmainen Albin Stenroos FIN Finlândia              | Ernest Glover Frederick Hibbins Thomas Humphreys GBR Grã-Bretanha                      |
| Revezamento 4x100 m detalhes               | William Applegarth Victor d'Arcy David Jacobs Henry Macintosh GBR Grã-Bretanha   | Knut Lindberg Charles Luther Ivan Möller Ture Person SWE Suécia             | nenhum                                                                                 |
| Revezamento 4x400 m detalhes               | Edward Lindberg Ted Meredith Charles Reidpath Melvin Sheppard USA Estados Unidos | Pierre Failliot Charles Lelong Charles Poulenard Robert Schurrer FRA França | Ernest Henley George Nicol Cyril Seedhouse James Soutter GBR Grã-Bretanha              |
| Maratona detalhes                          | Kenneth McArthur RSA África do Sul                                               | Christian Gitsham RSA África do Sul                                         | Gaston Strobino USA Estados Unidos                                                     |
| Marcha atlética 10 km detalhes             | George Goulding CAN Canadá                                                       | Ernest Webb GBR Grã-Bretanha                                                | Fernando Altimani ITA Itália                                                           |
| Salto em altura detalhes                   | Alma Richards USA Estados Unidos                                                 | Hans Liesche GER Alemanha                                                   | George Horine USA Estados Unidos                                                       |
| Salto com vara detalhes                    | Harry Babcock USA Estados Unidos                                                 | Frank Nelson USA Estados Unidos Marc Wright USA Estados Unidos              | William Happenny CAN Canadá Frank Murphy USA Estados Unidos Bertil Uggla SWE Suécia    |
| Salto em distância detalhes                | Albert Gutterson USA Estados Unidos                                              | Calvin Bricker CAN Canadá                                                   | Georg Åberg SWE Suécia                                                                 |
| Salto triplo detalhes                      | Gustaf Lindblom SWE Suécia                                                       | Georg Åberg SWE Suécia                                                      | Erik Almlöf SWE Suécia                                                                 |
| Salto em altura sem impulsão detalhes      | Platt Adams USA Estados Unidos                                                   | Benjamin Adams USA Estados Unidos                                           | Konstantinos Tsiklitiras GRE Grécia                                                    |
| Salto em distância sem impulsão detalhes   | Konstantinos Tsiklitiras GRE Grécia                                              | Platt Adams USA Estados Unidos                                              | Benjamin Adams USA Estados Unidos                                                      |
| Arremesso de peso detalhes                 | Patrick McDonald USA Estados Unidos                                              | Ralph Rose USA Estados Unidos                                               | Lawrence Whitney USA Estados Unidos                                                    |
| Lançamento de dardo detalhes               | Eric Lemming SWE Suécia                                                          | Juho Saaristo FIN Finlândia                                                 | Mór Kóczán HUN Hungria                                                                 |
| Lançamento de disco detalhes               | Armas Taipale FIN Finlândia                                                      | Richard Byrd USA Estados Unidos                                             | James Duncan USA Estados Unidos                                                        |
| Lançamento de martelo detalhes             | Matthew McGrath USA Estados Unidos                                               | Duncan Gillis CAN Canadá                                                    | Clarence Childs USA Estados Unidos                                                     |
| Lançamento de peso com duas mãos detalhes  | Ralph Rose USA Estados Unidos                                                    | Patrick McDonald USA Estados Unidos                                         | Elmer Niklander FIN Finlândia                                                          |
| Lançamento de dardo com duas mãos detalhes | Juho Saaristo FIN Finlândia                                                      | Väinö Siikaniemi FIN Finlândia                                              | Urho Peltonen FIN Finlândia                                                            |
| Lançamento de disco com duas mãos detalhes | Armas Taipale FIN Finlândia                                                      | Elmer Niklander FIN Finlândia                                               | Emil Magnusson SWE Suécia                                                              |
| Pentatlo detalhes                          | Ferdinand Bie NOR Noruega Jim Thorpe[a] USA Estados Unidos                       | James Donahue USA Estados Unidos                                            | Frank Lukeman CAN Canadá                                                               |
| Decatlo detalhes                           | Hugo Wieslander SWE Suécia Jim Thorpe[a] USA Estados Unidos                      | Charles Lomberg SWE Suécia                                                  | Gösta Holmér SWE Suécia                                                                |

## Quadro de medalhas

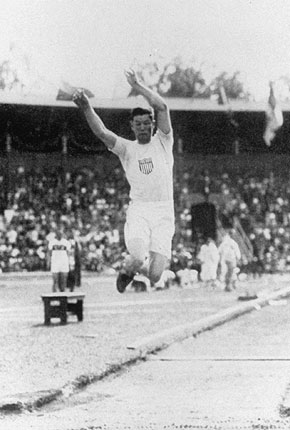
Jim Thorpe conquistou o ouro no pentatlo e decatlo para os Estados Unidos.

| Ordem | País               | Medalha de ouro | Medalha de prata | Medalha de bronze |    |
| ----- | ------------------ | --------------- | ---------------- | ----------------- | -- |
| 1     | USA Estados Unidos | 16              | 14               | 12                | 42 |
| 2     | FIN Finlândia      | 6               | 4                | 3                 | 13 |
| 3     | SWE Suécia         | 4               | 5                | 6                 | 15 |
| 4     | GBR Grã-Bretanha   | 2               | 1                | 5                 | 8  |
| 5     | CAN Canadá         | 1               | 2                | 2                 | 5  |
| 6     | RSA África do Sul  | 1               | 1                |                   | 2  |
| 7     | GRE Grécia         | 1               |                  | 1                 | 2  |
| 8     | NOR Noruega        | 1               |                  |                   | 1  |
| 9     | GER Alemanha       |                 | 2                |                   | 2  |
| 9     | FRA França         |                 | 2                |                   | 2  |
| 11    | HUN Hungria        |                 |                  | 1                 | 1  |
| 11    | ITA Itália         |                 |                  | 1                 | 1  |
| TOTAL | TOTAL              | 32              | 31               | 31                | 94 |